# CapeNature
CapeNature ist eine öffentliche Einrichtung Südafrikas mit Sitz in Kapstadt (Stadtteil Bridgetown), die Aufgaben zur Förderung und Sicherung des Naturschutzes in der Provinz Western Cape übertragen bekommen hat. Die Naturschutzbehörde wurde mit dem Western Cape Nature Conservation Board Act 15 of 1998 errichtet und untersteht dem Department of Environmental Affairs and Development Planning (deutsch etwa: „Ministerium für Umweltangelegenheiten und Entwicklungsplanung“) der Provinz. Die vollständige Bezeichnung der Behörde lautet Western Cape Nature Conservation Board.
Entsprechend ihrer konzeptionellen Ausrichtung ist CapeNature beauftragt, eine Conservation Economy zu entwickeln, wonach die biologische Vielfalt der Region als wichtige Komponente in die wirtschaftlichen Entwicklungsziele von Western Cape zu integrieren ist. Dieses Bestreben umfasst die Erbringung von Dienstleistungen und die Bereitstellung von Einrichtungen für Forschung und Ausbildung. Ferner sieht das Wirtschaftskonzept die Erzielung von Einnahmen vor.
Die touristischen Angebote von CapeNature richten sich an Besucher, die an sanftem Tourismus mit Naturerlebnissen interessiert sind. In den geschützten Gebieten werden Unterkünfte angeboten, die mit Selbstversorgungseinrichtungen ausgestattet sind. Entwickelte Wanderwege ermöglichen die Erkundungen und diese werden mit Informationsmaterial untersetzt. Zudem gibt es weitere Freizeitangebote, wie Mountainbiking, Angeln, Kanusport, Kloofing, Klettern, motorisierte Geländetouren, Wal- und Vogelbeobachtungen, Reiten und Eseltrekking.
CapeNature verfügt neben der Hauptverwaltung in Kapstadt über weitere regionale Dienststellen. Diese befinden sich in:
- George (Garden Route)
- Porterville (West Coast)
- Oudtshoorn (Cape Karoo)
- Hermanus (Overberg)
- Somerset West (Boland), geschlossen und vorübergehend in das Jonkershoek Nature Reserve (bei Stellenbosch) zur Assegaaibosch-Farm verlegt
- Driftsands (Cape Metro, Stadtteil Blue Downs)

## Bilder

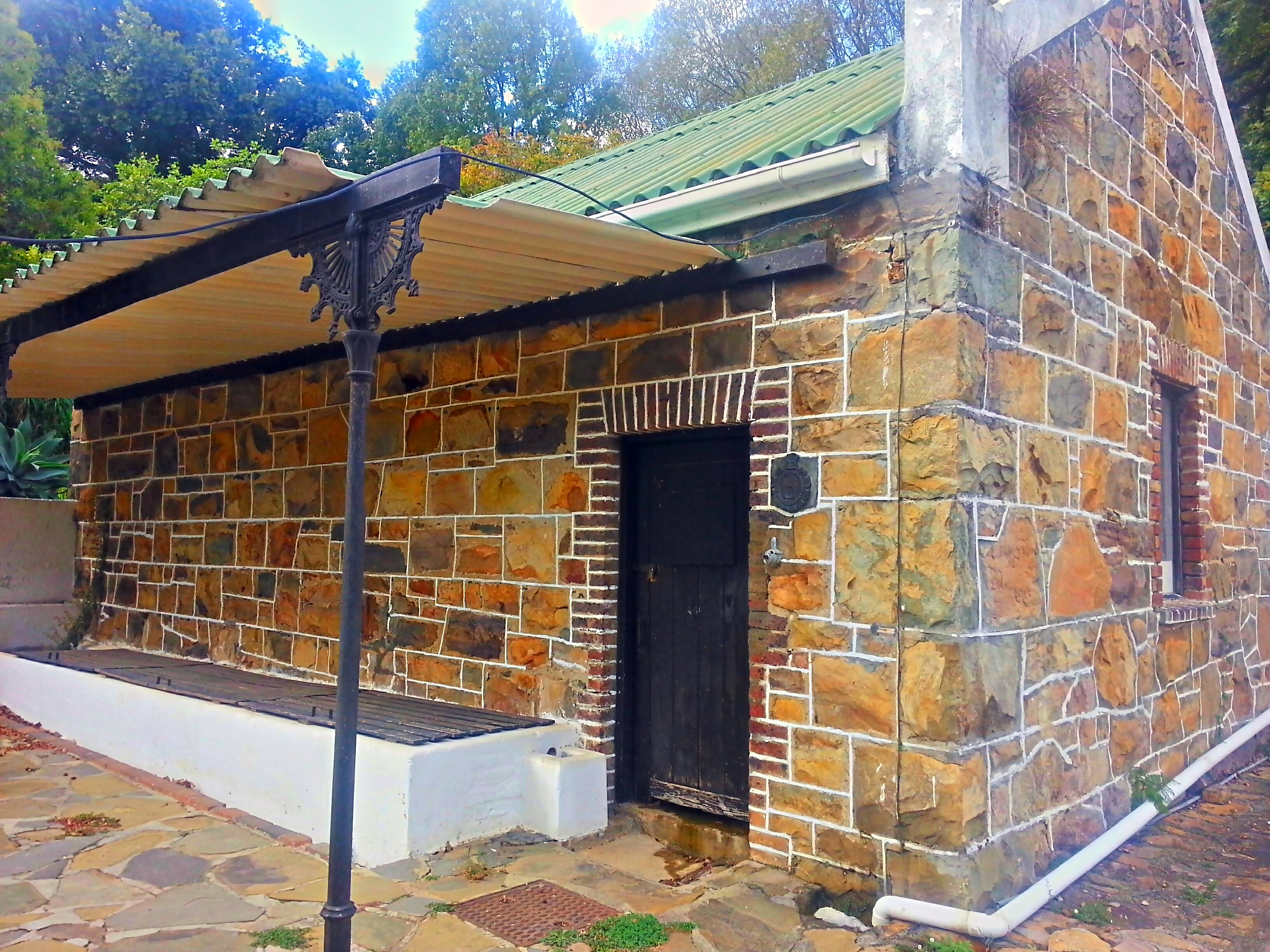
Historisches Gebäude in der Assegaaibosch-Farm, Jonkershoek Nature Reserve
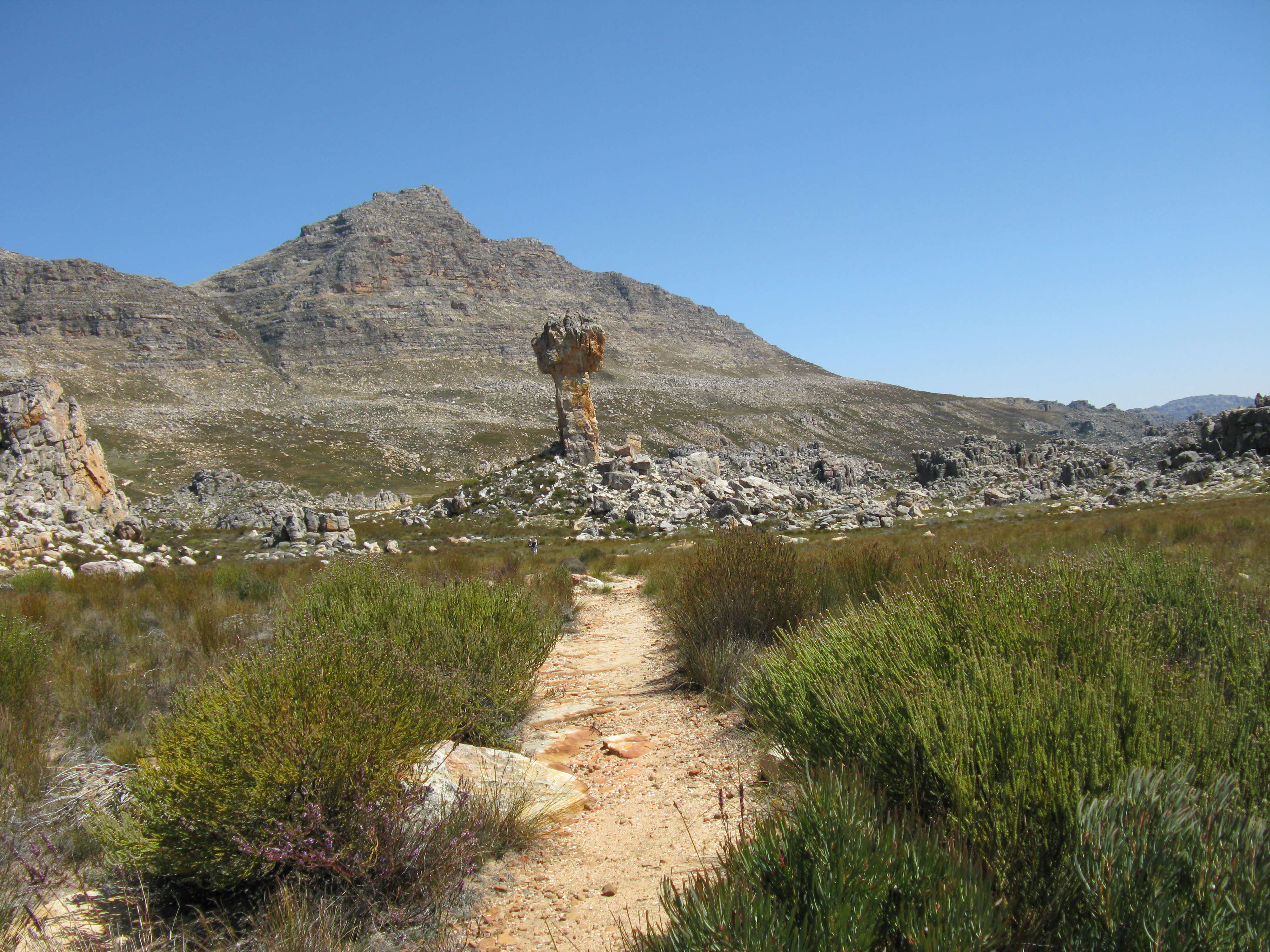
Landschaft im Cederberg Wilderness Area
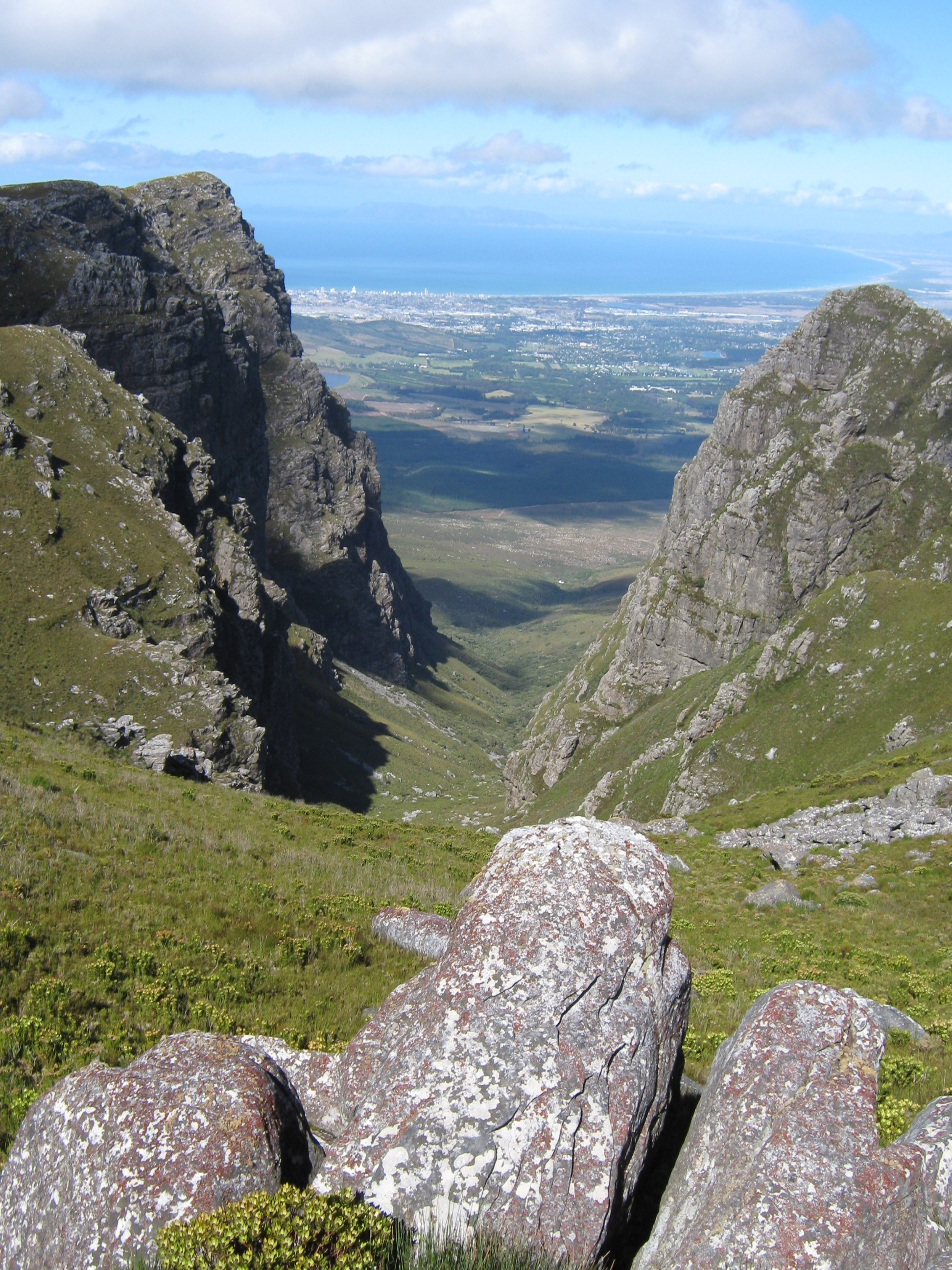
Felsschlucht im Hottentots Holland Nature Reserve
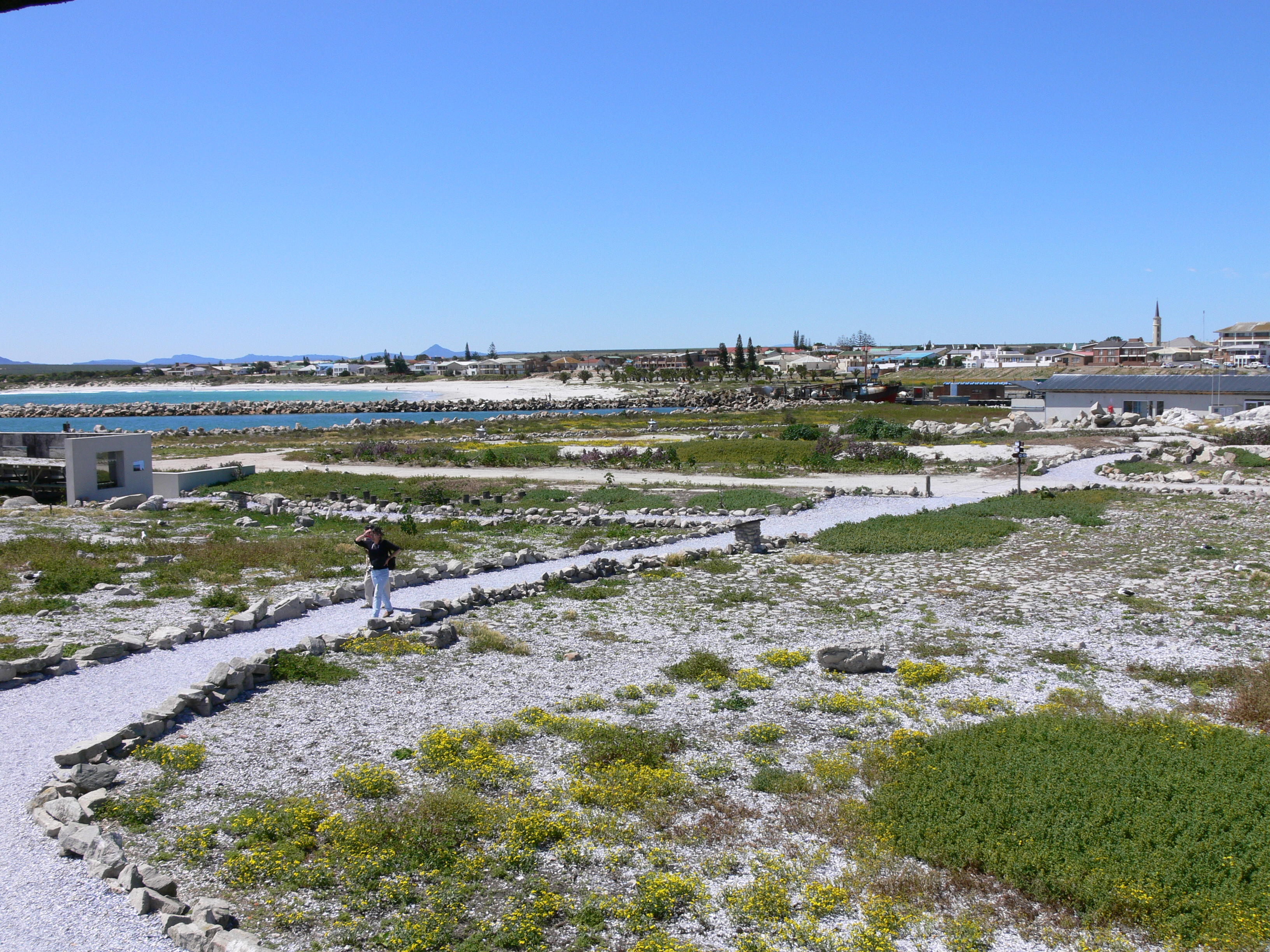
Vogelschutzgebiet des Lambert’s Bay Bird Island Nature Reserve
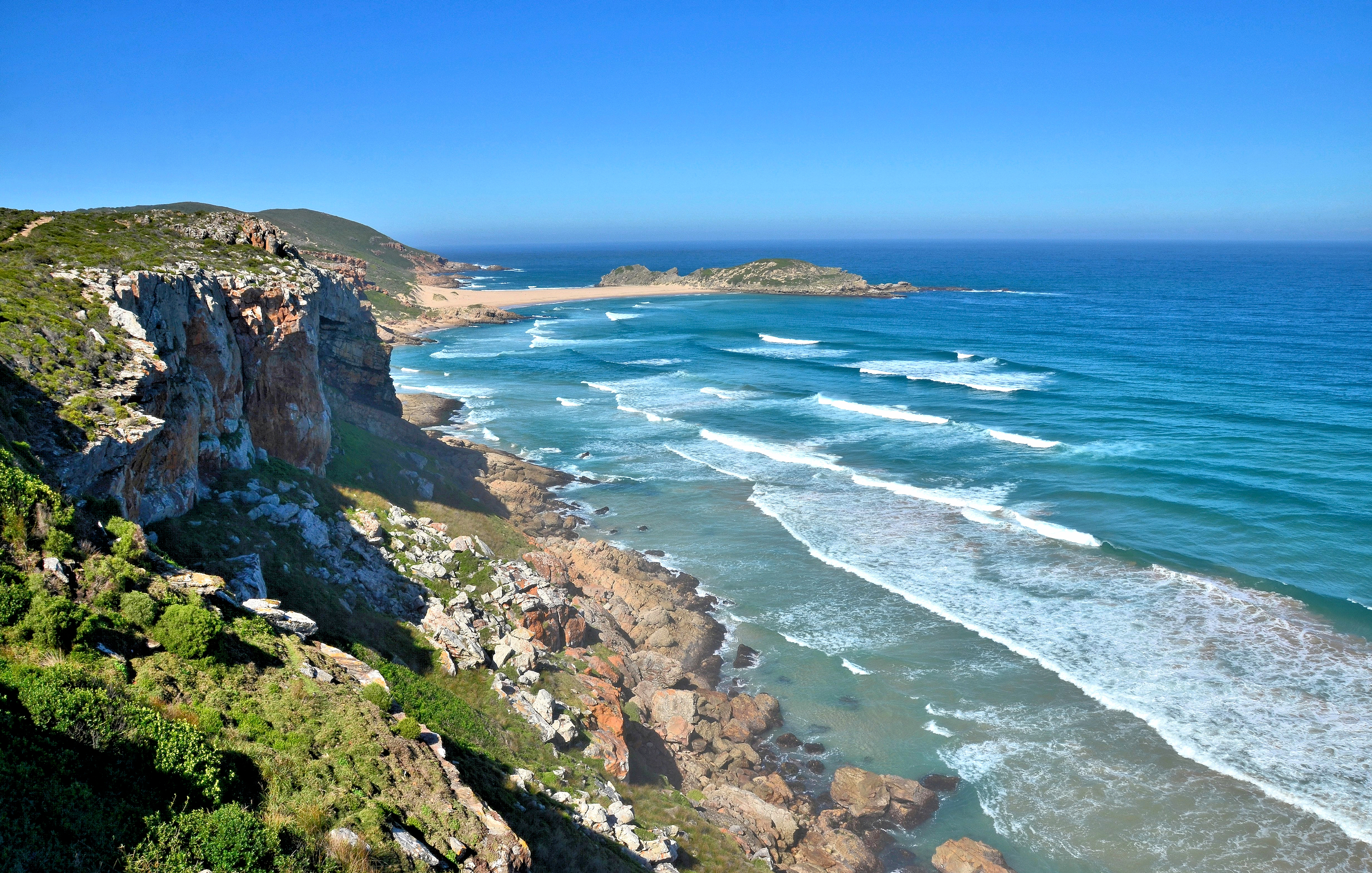
Steilküste im Robberg Nature Reserve
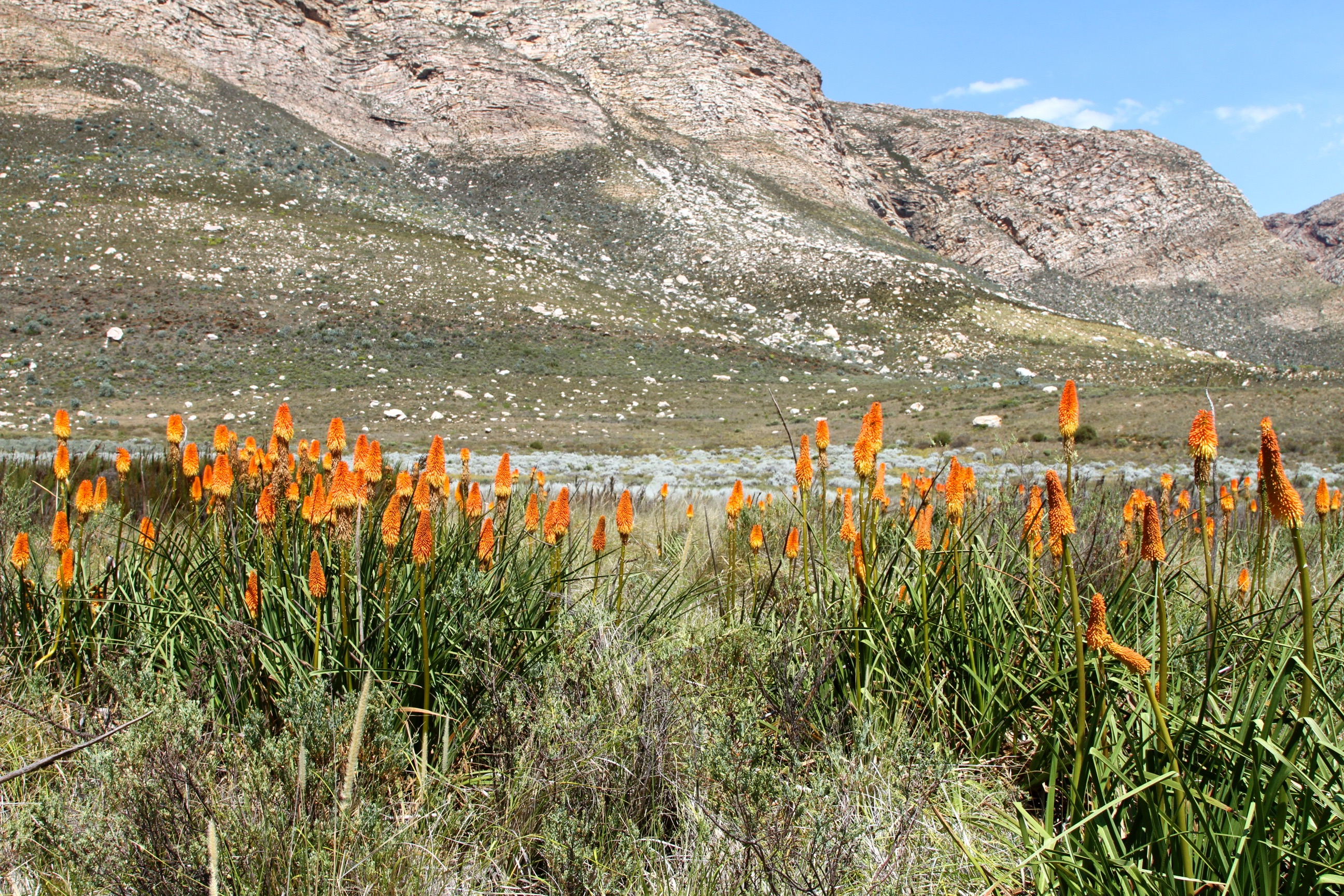
Kniphofia uvaria im Swartberg Nature Reserve

## Geschützte Gebiete
Die von CapeNature verwalteten Naturschutzgebiete und geschützten Landschaften sind:
- Anysberg Nature Reserve
- Assegaaibosch Nature Reserve
- Boosmansbos Wilderness Area
- Cederberg Wilderness Area
- De Hoop Nature Reserve
- De Mond Nature Reserve
- Gamkaberg Nature Reserve
- Goukamma Nature Reserve
- Grootvadersbosch Nature Reserve
- Groot Winterhoek Wilderness Area
- Hottentots Holland Nature Reserve
- Jonkershoek Nature Reserve
- Keurbooms River Nature Reserve
- Kogelberg Nature Reserve
- Lambert’s Bay Bird Island Nature Reserve
- Limietberg Nature Reserve
- Marloth Nature Reserve
- Matjiesrivier Nature Reserve
- Outeniqua Nature Reserve
- Robberg Nature Reserve
- Rocherpan Nature Reserve
- Stony Point Nature Reserve
- Swartberg Nature Reserve
- Vrolijkheid Nature Reserve
- Walker Bay Nature Reserve